# ریگ (جاسک)
ریگ، روستایی در دهستان جاسک بخش مرکزی شهرستان جاسک در استان هرمزگان ایران است.

## جمعیت
بر پایه سرشماری عمومی نفوس و مسکن در سال ۱۳۹۵، جمعیت این روستا برابر با ۱۰ نفر (۵ خانوار) بوده‌است.